# Барним V
Барним V (пол. Barnim V; до 20 сентября 1369 — до 7 февраля 1403) — герцог (князь) Старгардский (1377—1402), Слупский (1395—1402), Славенский, Дарловский и Щецинецский (1402—1403).

## Биография
Представитель династии Грифичей. Младший (третий) сын Богуслава Великого (1317/1318 — 1374) от второго брака с Адельгейды Вельф (ок. 1341—1406).
Барним вместе со старшим братом Богуславом VIII управлял Старгардской землей. А их другой старший брат Вартислав VII правил в герцогстве Померания-Слупск.
В 1387 году Барним числился на факультете канонического права в Пражском университете. В том же году Барним вместе с братьями принимал участие в совещании о принятии Богуславом VIII в управление Камминского епископства в Камне-Поморском.
В 1402 году произошел раздел Слупского княжества между братьями Богуславом VIII и Барнимом V. Барним V получил во владение Слупск, Славно, Дарлово и Щецинек, а Богуслав VIII — Волин, Камень-Поморский, Грыфице, Старгард, Тшебятув и Бялогард.
7 мая 1401 года князь Барним V Поморский поступил на службе к польскому королю Владиславу II Ягелло (1386—1434). За свою службу получал от польской короны в год 400 гривен польских грошей.
Скоропостижно скончался до 7 февраля 1403 года. Его владения унаследовал старший брат Богуслав VIII.

## Брак и дети
27 сентября 1396 года Барним V женился на литовской княжне Ядвиге, дочери князя Товтивила (Конрада) Кейстутовича и племяннице Витовта (согласно данным польского историка Иоахима Здренки). В браке у них родилась дочь Анна.